# Maître après Dieu
Pour plus de détails, voir Fiche technique et Distribution.
Maître après Dieu est un film français réalisé par Louis Daquin et sorti en 1951.

## Synopsis
Le capitaine Joris Knipper est propriétaire de son cargo. Homme rustre et aboyeur, il s'en sert pour faire des échanges de marchandises avec l'Afrique. En 1938 à Hambourg, un homme vient louer ses services pour transporter jusqu’en Égypte 150 Juifs. Il imagine que ce sont des pèlerins et il donne des ordres pour organiser la traversée de manière très sommaire pour les passagers. Mais il découvre rapidement qu'ils sont en fait persécutés par les nazis et qu'ils fuient pour rester en vie. Il se sent alors investi d'une mission et fera tout pour les mener en lieu sur, tout en améliorant leur vie à bord.

## Fiche technique
- Titre : Maître après Dieu
- Réalisation : Louis Daquin
- Scénario : Jan de Hartog d'après sa pièce de théâtre Maître après Dieu (Schipper naast God, 1945)[1]
- Dialogues : Jan de Hartog
- Assistants réalisateur : Stellio Lorenzi et Jean-Pierre Marchand
- Photographie : Louis Page
- Montage : Victoria Mercanton
- Musique : Jean Wiéner
- Son : Fernand Janisse
- Décors : Robert Clavel
- Costumes : Jacqueline Carpentier
- Maquillage : Hagop Arakelian
- Année de tournage : 1950
- Producteur : Pierre Laurent
- Sociétés de production : Silver Films (France), Coopérative générale du cinéma français
- Société de distribution : Les Films Corona
- Pays de production :  France
- Langue de tournage : français
- Format : noir et blanc — 35 mm — 1,37:1 — son monophonique
- Genre : Film dramatique
- Durée : 92 minutes
- Date de sortie : 
  - France : 2 mars 1951
- Affiches : Henri Cerutti, René Péron (France)

## Distribution
- Pierre Brasseur : le capitaine Joris Knipper
- Jean-Pierre Grenier : le bosco
- Loleh Bellon : Hélène
- Jacques François : le docteur
- Jean Mercure : le rabbin
- Louis Seigner : le pasteur Lewis
- Albert Rémy : le cuistot
- Abel Jacquin : le commandant américain
- Maurice Lagrenée : le consul de Hollande
- Yvette Étiévant : la fille
- Emilio Carrer : l'officier égyptien
- Pierre Latour : Ritter
- Roger Hanin : un soldat allemand
- Manuel Gary : l'officier américain
- Gérard Buhr : l'officier allemand
- Les passagers juifs : Paul Crauchet, Andrews Engelmann, Giani Esposito, Pierre Français, Guy Mairesse, Yves Massard, Victor Tabournot, Georges Wilson, René Worms